# NGC 3923
NGC 3923 är en elliptisk galax i stjärnbilden Vattenormen.  Den ligger på ett avstånd av cirka 90 miljoner ljusår från jorden, vilket, med tanke på dess synliga dimensioner, innebär att NGC 3923 är cirka 155 000 ljusår i diameter. NGC 3923 är ett exempel på en skalgalax där stjärnorna i dess halo är arrangerade i lager. Den har mer än tjugo skal.  Den upptäcktes den 7 mars 1791 av William Herschel.

## Egenskaper

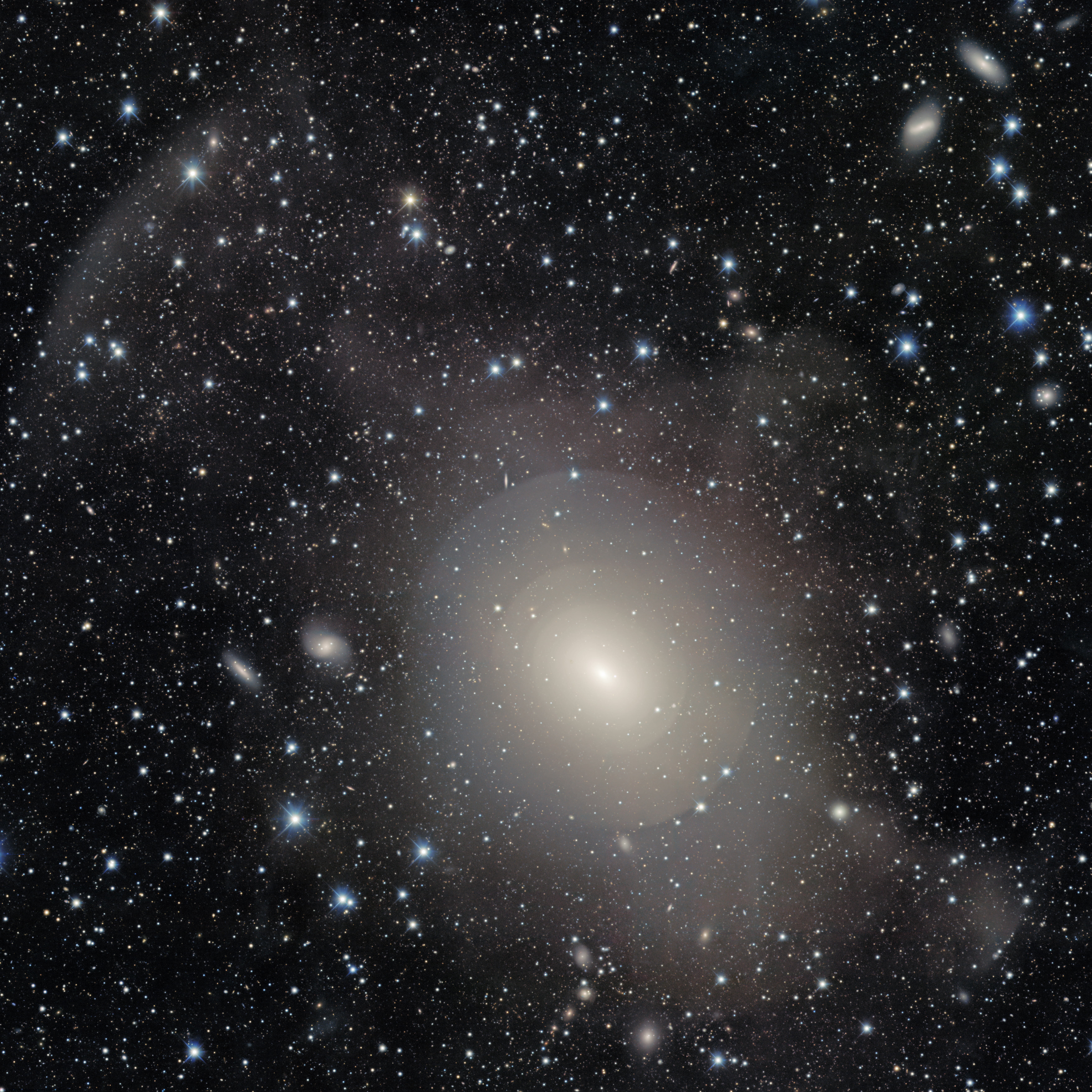
NGC 3923 avbildad av Cerro Tololo Inter-American Observatory

NGC 3923 är ett exempel på en skalgalax där stjärnorna i dess halo är arrangerade i lager. NGC 3923 har upp till 42 skal, det högsta antalet bland alla skalgalaxer, och dess skal är mycket mer subtila än de hos andra skalgalaxer. Skalen i denna galax är också symmetriska, medan andra skalgalaxer är mer sneda och asymmetriska. Koncentriska skal av stjärnor som omsluter en galax är ganska vanliga och observeras i många elliptiska galaxer. Faktum är att var tionde elliptisk galax uppvisar denna lökliknande struktur, som aldrig har observerats i spiralgalaxer. De skalliknande strukturerna tros utvecklas som en följd av galaktisk kannibalism, när en större galax intar en mindre följeslagare. När de två centra närmar sig oscillerar de initialt kring ett gemensamt centrum, och denna oscillation krusas utåt och bildar stjärnornas skal precis som krusningar på en damm sprider sig när ytan störs.
Djupbildtagning visade också en ström som sträckte sig från kärnan av NGC 3923 och en liten elliptisk galax på dess axel, vilket är en trolig föregångare till några av skalen. En annan ström ligger söder om kärnan av NGC 3923, och en krokliknande struktur ligger i nordväst.
Baserat på hastighetsspridningen hos de klotformiga stjärnhoparna inom NGC 3923 uppskattades massan av galaxens supermassiva svarta hål till ( 5,3 ± 2,5) × 108 solmassor.

## Supernova
En supernova har observerats i NGC 3923. SN 2018aoz ( typ Ia, magnitud 15,1) upptäcktes av Distance Less Than 40 Mparsec Survey (DLT40) den 2 april 2018. Den nådde magnituden 12,7, vilket gör den till den ljusaste supernovan 2018 jämfört med SN 2018pv.

## Närliggande galaxer
NGC 3923 är den ljusaste galaxen i en galaxgrupp som kallas galaxgruppen NGC 3923. Inom 25 bågminuter från NGC 3923 har sju elliptiska dvärggalaxer upptäckts. NGC 3904 ligger 37 bågminuter bort. [ 8 ] Andra galaxer i gruppen är NGC 3885, ESO 440-27 och ESO 440-011. Andra närliggande galaxer är NGC 3617, NGC 3673, NGC 3717, NGC 3936 och NGC 4105.

## Galleri

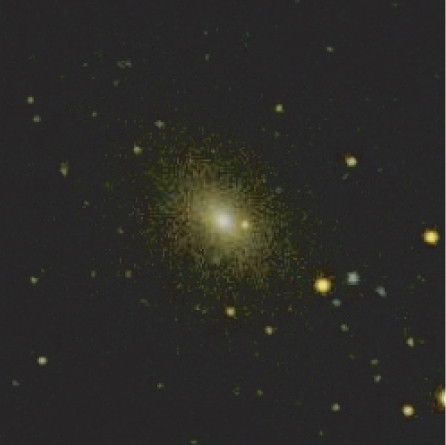
NGC 3923 avbildad av GALEX